# 日本海信用金庫
日本海信用金庫（にほんかいしんようきんこ）は、島根県浜田市に本店を置く信用金庫。浜田市を中心に、江津市と益田市に店舗を有している。全国と比べて建設業と農林水産業の比率が高い産業構造を持つ地域経済をフィールドとしているのが特徴である。高齢化の進む地域での地域貢献活動として、取引先の後継者支援を行う「せがれ塾」を開講している。

## 沿革
- 1923年12月　有限責任浜田町信用組合として設立。
- 1951年10月　信用金庫に転換、浜田信用金庫に改組。
- 1995年5月　江津信用金庫と合併、日本海信用金庫に名称変更。
- 2004年10月1日　山陰合同銀行とATM・CD相互無料提携（さんいんネットサービス）を開始。
- 2004年11月　「せがれ塾」を開講